# Filis Chusmenowa
Filis Hakaewa Chusmenowa (auch Filiz Hakaeva Hyusmenova geschrieben, bulgarisch Филиз Хакъева Хюсменова; * 10. Juni 1966 in Silistra, Bulgarien) ist eine bulgarische türkischstämmige Politikerin der Bewegung für Rechte und Freiheiten (DPS) und Mitglied des Europäischen Parlaments. Sie ist verheiratet, hat ein Kind und spricht neben Türkisch und Bulgarisch noch Französisch und Russisch.

## Leben
Filis hat ein Studium der französischen und russischen Philologie an der Universität „Hl. Kyrill und Method“ in Weliko Tarnowo abgeschlossen.
Sie war Assistentin für Französisch an der Pädagogischen Fakultät der Universität Russe (1990), dann Expertin für Fremdsprachen in der Regionalinspektion des Ministeriums für Bildung und Wissenschaft, Silistra (1997). Stellvertretende Bürgermeisterin der Gemeinde Silistra wurde sie 1999, Stellvertretende Gouverneurin im Verwaltungsbezirk Silistra 2001.
Zwischen 2003 und 2005 war sie Ministerin ohne Geschäftsbereich in der Regierung von Simeon Sakskoburggotski. 2005 wurde sie als Abgeordnete der 40. Nationalversammlung der Republik Bulgarien gewählt. Seit 2006 ist sie Mitglied des Zentralen Exekutivbüros der Bewegung für Rechte und Freiheiten.
2007 wurde Filis Chusmenowa bei den Europawahlen 2007 auf der Liste der DPS zum Mitglied des Europaparlaments gewählt. Bei den Europawahlen 2009 wurde sie in ihrem Amt bestätigt.
Als EU-Parlamentarierin ist sie Stellvertretende Vorsitzende im Ausschuss für regionale Entwicklung.
Mitglied ist sie in der Delegation in den Ausschüssen für parlamentarische Kooperation EU-Armenien, EU-Aserbaidschan und EU-Georgien, sowie in der Delegation in der Parlamentarischen Versammlung EURO-NEST.
Stellvertreterin ist sie im Ausschuss für Beschäftigung und soziale Angelegenheiten sowie in der Delegation für die Beziehungen zur Volksrepublik China.